# Shavit-2
Shavit-2 (hebr. שביט-2) – izraelska rakieta nośna, produkowana przez Izrael i RPA. Jest przeznaczona do wynoszenia niewielkich satelitów na nisko położoną orbitę okołoziemską. Właścicielem jest Izraelska Agencja Lotów Kosmicznych.

## Historia
Rakieta Shavit-2 jest wersją rozwojową rakiety Shavit-1, w której wymieniono drugi człon na LK-1, dzięki czemu wzrósł udźwig rakiety.
Obecnie trwają prace rozwojowe nad nową rakietą nośną Shavit-3.

## Budowa rakiety
Rakieta Shavit-2 posiada trzy stopnie z silnikami rakietowymi zasilanymi paliwem stałym, z których jeden pochodzi z rakiety Jerycho-2.
- Stopień 1 – masa całkowita: 13 990 kg, masa pustego członu: 1240 kg, silnik: 1 × LK-1, siła ciągu: 774 kN, czas pracy: 55 s, długość: 7,5 m, średnica: 1,35 m, paliwo: stałe.
- Stopień 2 – masa całkowita: 13 990 kg, masa pustego członu: 1240 kg, silnik: 1 × LK-1, siła ciągu: 774 kN, czas pracy: 55 s, długość: 7,50 m, średnica: 1,35 m, paliwo: stałe.
- Stopień 3 – masa całkowita: 2048 kg, masa pustego członu: 170 kg, silnik: 1 × RSA-3-3, siła ciągu: 58,8 kN, czas pracy: 94 s, długość: 2,60 m, średnica: 1,30 m, paliwo: stałe.

## Chronologia startów
- 10 czerwca 2007 godzina 23:40 UTC – miejsce startu: kosmodrom Palmachim, Izrael. Rakieta nośna: Model LV. Ładunek: satelita Ofeq-7 (masa: 300 kg, apogeum: 576 km, okres obiegu Ziemi: 93,80 min).
- 22 czerwca 2010 godzina 19:00 UTC – miejsce startu: kosmodrom Palmachim, Izrael. Rakieta nośna: Model LV. Ładunek: satelita Ofeq-9 (masa: 189 kg, apogeum: 586 km, okres obiegu Ziemi: 94,50 min).
- 9 kwietnia 2014 godzina 19:15 UTC – miejsce startu: kosmodrom Palmachim, Izrael. Rakieta nośna: Model LV. Ładunek: satelita Ofeq-10 (masa: 400 kg, apogeum: 600 km)[2].